# Abdul Sattar Edhi
Abdul Sattar Edhi (ur. w 1926 lub 1928 roku w Bantva (współczesny dystrykt Gudżarat) w Indiach Brytyjskich, zm. 8 lipca 2016 w Karaczi) – pakistański filantrop, aktywista społeczny, asceta.
Założyciel i przeszło 60-letni dyrektor fundacji swego imienia zapewniającej darmową i całodobową opiekę medyczną w Pakistanie. Wielokrotnie odznaczany za swą działalność charytatywną m.in. Międzynarodową Leninowską Nagrodą Pokoju w 1988 roku.
Szerzej znany jako Anioł Miłosierdzia lub pakistański Ojciec Teresa w nawiązaniu do działań Matki Teresy z Kalkuty.
Zmarł 8 lipca 2016 roku z powodu niewydolności nerek, pozostawiając żonę Bilquis i czwórkę dzieci.